# Gennadas kempi
Gennadas kempi is een tienpotigensoort uit de familie van de Benthesicymidae. De wetenschappelijke naam van de soort is voor het eerst geldig gepubliceerd in 1914 door Stebbing.